# Resolutie 297 Veiligheidsraad Verenigde Naties
Resolutie 297 van de Veiligheidsraad van de Verenigde Naties van 15 september 1971 werd met unanimiteit van stemmen aangenomen en beval Qatar aan voor VN-lidmaatschap.

## Inhoud
De Veiligheidsraad had de aanvraag van de Qatar voor lidmaatschap van de VN bestudeerd, en beval de Algemene Vergadering aan om Qatar tot de VN te laten toetreden.

## Verwante resoluties
- Resolutie 292 Veiligheidsraad Verenigde Naties (Bhutan)
- Resolutie 296 Veiligheidsraad Verenigde Naties (Bahrein)
- Resolutie 299 Veiligheidsraad Verenigde Naties (Oman)
- Resolutie 304 Veiligheidsraad Verenigde Naties (Verenigde Arabische Emiraten)

Lijst ·  292 ·  293 ·  294 ·  295 ·  296 ·  297 ·  298 ·  299 ·  300 ·  301 ·  302 ·  303 ·  304 ·  305 ·  306 ·  307